# آرثر غروم (سياسي)
آرثر غروم هو سياسي أسترالي، ولد في 26 نوفمبر 1852 في St Marys, Tasmania ‏ في أستراليا، وتوفي في 22 مارس 1922 في Cloncurry, Queensland ‏ في أستراليا. نشط حزبياً في حزب التجارة الحرة. وقد انتخب عضو مجلس النواب الأسترالي ‏ عن دائرة Division of Flinders ‏ (29 مارس 1901 – 23 نوفمبر 1903) وانتخب عضو الجمعية التشريعية  في فيكتوريا ‏.